# Tien Chi
Le Tien Chi (en chinois : 天戟, signifiant « lance du ciel ») est un missile balistique à courte portée capable d'attaquer des cibles sur le territoire de la Chine.

## Développement
Dérivé du missile sol-air Tien Kung II, le Tien Chi est doté d'un accélérateur à carburant solide à deux étages plus long que celui à étage unique du TK-2. Développé par l'institut des sciences et de la technologie Chungshan, à Taïwan, ce missile a une charge militaire de moins de 100 kg. Début 2001, 50 missiles étaient déployés sur deux sites : l'île Tungyin et un autre emplacement non identifié. Les missiles de Tungyin seraient enfermés dans des silos et protégés par des batteries de missiles sol-air TK-2.
Les informations apportées par l'institut taïwanais à la revue britannique Jane's Missiles and Rockets révéla que le Tien Chi utilisait une charge militaire à sous-munitions et qu'aucune charge unitaire n'existait pour le missile. D'après ce rapport, le Tien chi avait été testé par l'institut taïwanais en effectuant des tests sur un Tien Kung II modifié avec une portée de 120 km et une ogive HE (hautement explosive) de 90 kg. Le rapport créditait aussi le Tien Chi d'une portée de 300 km et d'une charge militaire de 500 kg. Cette portée est bien au-delà des 200 km rapportés pour le Tien Kung II, mais comme le Tien Chi est utilisé dans un rôle sol-sol tactique, il se pourrait qu'il vole selon une route plus efficace et qu'il ne nécessite pas de manœuvres consommatrices d'énergie. Le guidage serait confié à un système de type inertiel / GPS.

## Utilisateur
- Taïwan